# Ponure
Ponure (daw. Ponura) – kolonia w Polsce położona w województwie podlaskim, w powiecie białostockim, w gminie Czarna Białostocka.
W latach 1975–1998 miejscowość administracyjnie należała do województwa białostockiego.
W marcu 2011 miejscowość zamieszkiwało 15 osób. Aktualnie miejscowość nie jest zamieszkała, nie pozostały po niej również żadne budynki. Jedynym śladem świadczącym o istnieniu w tym miejscu kolonii są granice działek wskazujące na istnienie dawnych posesji.

## Historia
Do 1954 roku miejscowość należała do gminy Czarna Wieś, w powiecie białostockim, w województwie białostockim. 16 października 1933 weszła w skład gromady Jałówka w gminie Czarna Wieś.
1 lipca 1952 kolonię Ponura wyłączono z gromady Jałówka i włączono go do gromady Złota Wieś w gminie Czarna Wieś.
Jesienią 1954 Ponura weszła w skład gromady Czarna Wieś w związku z reformą administracyjną państwa.
Gromadę Czarna Wieś zniesiono 1 stycznia 1956 w związku z nadaniem jej statusu osiedla, przez co Ponura stała się integralną częścią Czarnej Wsi.
18 lipca 1962 osiedle Czarna Wieś otrzymało status miasta o nazwie Czarna Białostocka, w związku z czym Ponura odzyskała samodzielność, zostając wyłączona z osiedla i włączona do gromady Czarna Wieś Kościelna w tymże powiecie i województwie.